# Юн'ань
Юн'ань (кит. спр. 永安市, піньїнь: Yŏng'ān Shì) — місто-повіт в південнонокитайській провінції Фуцзянь, складова міста Саньмін.

## Географія
Юн'ань лежить у центрі провінції на південь від гір Уїшань.

### Клімат
Місто знаходиться у зоні, котра характеризується вологим субтропічним кліматом. Найтепліший місяць — липень із середньою температурою 29.4 °C (85 °F). Найхолодніший місяць — січень, із середньою температурою 8.9 °С (48 °F).
| Клімат Юн'аня           | Клімат Юн'аня | Клімат Юн'аня | Клімат Юн'аня | Клімат Юн'аня | Клімат Юн'аня | Клімат Юн'аня | Клімат Юн'аня | Клімат Юн'аня | Клімат Юн'аня | Клімат Юн'аня | Клімат Юн'аня | Клімат Юн'аня | Клімат Юн'аня |
| Показник                | Січ.          | Лют.          | Бер.          | Квіт.         | Трав.         | Черв.         | Лип.          | Серп.         | Вер.          | Жовт.         | Лист.         | Груд.         | Рік           |
| Абсолютний максимум, °C | 28            | 32            | 33            | 35            | 37            | 37            | 41            | 38            | 38            | 35            | 31            | 27            | 41            |
| Середній максимум, °C   | 15            | 16            | 21            | 26            | 29            | 31            | 35            | 34            | 31            | 26            | 21            | 17            | 25            |
| Середня температура, °C | 9             | 11            | 16            | 20            | 24            | 26            | 29            | 28            | 26            | 20            | 16            | 12            | 20            |
| Середній мінімум, °C    | 3             | 6             | 11            | 15            | 20            | 22            | 23            | 22            | 21            | 15            | 11            | 7             | 15            |
| Абсолютний мінімум, °C  | −6            | −5            | 0             | 2             | 8             | 17            | 21            | 20            | 12            | 6             | −3            | −2            | −6            |
| Норма опадів, мм        | 40            | 80            | 140           | 190           | 260           | 250           | 140           | 100           | 120           | 60            | 40            | 40            | 1500          |
| Днів з дощем            | 8             | 14            | 16            | 16            | 21            | 18            | 16            | 13            | 11            | 7             | 9             | 9             | 163           |
| Вологість повітря, %    | 76            | 79            | 81            | 77            | 81            | 82            | 74            | 78            | 80            | 77            | 82            | 82            | 79            |
| ----------------------- | ------------- | ------------- | ------------- | ------------- | ------------- | ------------- | ------------- | ------------- | ------------- | ------------- | ------------- | ------------- | ------------- |
| Джерело: Weatherbase    |               |               |               |               |               |               |               |               |               |               |               |               |               |